# Liste von Rundfunkprogrammen
Die Liste von Rundfunkprogrammen erfasst in tabellarischer Form neben den Programmnamen Start-Daten sowie wichtige Informationssendungen (Letztere kursiv).

## Liste
| Gebiet | Spr.        | Hörfunk öffentlich-rechtlich | Hörfunk privat | Fernsehen öffentlich-rechtlich | Fernsehen privat |
| ------ | ----------- | --- | --- | --- | --- |
| EG     | ara         | (1925 Miṣr al-ǧadīda u. a.) 1934-05-31 al-Barnāmaǧ al-ʿāmm 1934 al-Barnāmaǧ al-Ūrūbbī 1953-07-03 al-Iḏāʿāt al-muwaǧǧaha 1953-07-04 Ṣaut al-ʿarab 1954-07-26 Alexandria / 1981 al-Qāhira al-kubrā 1957-05-05 al-Barnāmaǧ aṯ-Ṯaqāfī 1964-03-29 al-Qurʾān al-Karīm 1964-05-31 aš-Šarq al-ausaṭ 1968-03 al-Barnāmaǧ al-mūsīqī → 1971 ERTU 1975-10-06 aš-Šabāb wa-'r-Riyāḍa 2000-06-17 al-Aġānī                                            | 2003 star FM | 1960-07-21 TV1 1961 TV2 → 1971 ERTU 1985-10 Lokalprogramm Kairo 1990-12-12 ESC 1998-05-31 Nile TV | |
| ET     | amh         | 1935 Radio Addis Ababa → National, Addis 97.1, FM 104.7 1987 Fana BC | 2000-09-23 Sheger FM 2006 ? | 1964-04-25 EBS > ERTA > EBC | |
| DZ     | ara         | 1937 France Cinq/Chaîne 3 1940 al-Qanāt al-ūlā 1948 Amaṭaf wesel → 1963 RTA → 1987 ENRS 1991-07-12 Iḏāʿat al-Qurʾān al-Karīm 1995 al-Iḏāʿat aṯ-Ṯaqāfīya 2007-03-19 RAI 2008-02-02 Jil FM ; al-Bahǧa | 1928 8DB Algier | 1956-12-24 RTF→RTA→ENTV →EPTV 1994 Canal Algérie 2001-07-05 Algérie 3 2009-03-18 Tamazight TV 4 2009-03-18 Coran TV 5                                                                                 | 2000-01 Berbère Télévision 2003-03-03 Beur TV 2011-03-06 Echourouk TV |
| AG     | spa         | 1937-07-06 LRA Radio Nacional 1949-04-11 RAE | 1920-08-27 LOR > R. Argentina (LR2) 1923-05-23 R. Splendid (LR4) 1924-07-09 R. Belgrano (LR3) 1925-08-16 R. Mitre (LR6) 1929-11-19 R. La Red (LR5) 1935-11-29 R. El Mundo (LR1)                               | 1951-10-17 LR3 > TVP Argentina (LS82) | 1960-07-09 Canal 9 (LS83) 1960-10-01 Canal 13 (LS85) 1961-07-21 Telefe (LS84) 1972-07-25 América 2 (LS86)                                                                            |
| AU     | eng         | 1923-11-13 2SB>2BL > Local R. 1923-12-05 2FC > R. National → 1929-03-26 ABC 1974-12-15 2MBS (community) 1976-01-24 ABC Classic FM 1975/1978 SBS 1979-01-19 2JJ 1994-08 NewsRadio < PNN | 1980-07-11 3EON | 1956-11-05 ABC 1980-10-24 SBS | 1956-09-16 TCN-9 1956-11-04 HSV-7 1964-08-01 ten |
| BH     | ara         | 1955 R. Bahrain | | 1973 Bahrain TV | |
| BE     | fre         | 1923-11-24 Bruxelles 1931 INR → 1960 RTB → 1977 RTBF | 1980 Radio Contact | 1953 La Une 1956-09-01 Journal télévisé | 1987-09-12 RTL TVI |
| BE     | dut         | 1928 NV Radio → 1931 NIR → 1960 BRT → 1998 VRT | 2001 4FM 2001-11-12 Q-Music | 1953-10-31 Eén; Het Journaal 1997-12-01 Canvas | 1989-02-01 VTM |
| BR     | por         | 1922-09-07 Rádio MEC 1936-09-12 Rádio Nacional → 2007-10-25 EBC | | 1975 TVE > TV Brasil → 2007-10-25 EBC | 1953-09-27 Rede Record 1965-04-26 Rede Globo 1967-05-13 Rede Bandeirantes |
| CN     | chi         | 1928 CBS XKM > XGOA 1940-12-30 XNCR > CNR | 1923 RCC | 1958-09-02 CCTV 1973-05-01 CCTV-2 1978-01-01 Xinwen Lianbo 2000-09-25 CCTV-9 > News | |
| DK     | dan         | 1925-04-01 Statsradiofonien > DR 1951 P2, 1960 P4, 1963 P3 2011-11-01 Radio24syv | 2008-09-08 Nova fm | 1951-10-02 DR1 1965-10-15 TV Avisen 1988-10-01 TV 2 | 1987-12-31 TV3 2004-05-01 Kanal 4 |
| DE     | ger         | 1926-01-07 Deutschlandsender → 1962-01-01 Deutschlandfunk → 1994-01-01 Deutschlandradio 1929-08-06 Weltrundfunksender → 1953-05-03 Deutsche Welle 1964-11-01 Ausländerprogramm der ARD | 1957-07-15 RTL Radio 1990-10-28 Klassik Radio 2005-08-06 Radio Teddy 2008-09-01 Radio Paloma | 1935-03-22 Fernsehsender Paul Nipkow 1952-12-25 Das Erste 1952-12-26 Tagesschau 1961-06-01 ARD 2 → 1963-04-01 ZDF 1984-12-01 3sat 1992-04-01 DW-TV 1992-05-30 Arte 1997-01-01 KiKA 1997-04-07 Phoenix | 1984-01-01 Sat.1 1984-01-02 RTL Television 1989-01-01 ProSieben 1993-01-25 VOX |
| DE-BW  | ger         | 1924-05-11 Sürag 1945-06-03 Radio Stuttgart 1948-03-04 SDR 1 1950-11-19 SDR 2 1979-10-01 SDR 3 1991-01-01 S4BW 1997-05-17 Dasding → 1998-01-01 SWR 2002-07-01 SWR cont.ra | (1977-06-04 RDL: frei) 1988-03-25 Radio Regenbogen 1988-07-01 Radio 7 1989-07-17 Antenne 1 | 1969-04-05 SWR Fernsehen 1957-04-01 Landesschau | |
| DE-BY  | ger         | 1924-03-30 DtStiB 1945-05-12 Radio München 1949-01-25 Bayern 1 1950-08-18 Bayern 2 1971-04-01 Bayern 3 1980-10-04 Bayern 4 1991-05-06 B5 aktuell 198x radioWelt | 1988-09-05 Antenne Bayern | 1964-09-22 BR Fernsehen 1954-11-08 Abendschau | 1994 Sat.1 Bayern |
| DE-BE  | ger         | 1923-10-29 Funk-Stunde 1946-08-17 NWDR 1946-09-05 RIAS 1 1953-11-01 RIAS 2 1954-06-01 SFB 1 (88,8) 1954-06-01 SFB 2 (kulturradio) 1979-04-01 SFB 3 (Cosmo) 1987-01-01 SFB 4 → 2003-05-01 rbb 1995-08-28 Inforadio | 1987-04-10 Hundert,6 1991-09-09 104.6 RTL 1992-01-01 Berliner Rundfunk 91.4 1992-06-01 94,3 rs2 | 1965-01-04 Nord 3 1958-09-01 Abendschau → 2004-03-01 rbb Fernsehen | |
| DE-BB  | ger         | 1990-05-06 Antenne Brandenburg 1992-01-01 R. Brandenburg/Eins 1993-03-01 Fritz → 2003-05-01 rbb | 1993-12-31 BB Radio | 1992-01-01 Fernsehen Brandenburg 1992-05-02 Brandenburg aktuell → 2004-03-01 rbb Fernsehen | |
| DE-HB  | ger         | 1945-12-23 Radio Bremen 1952-04-13 RB 2/NWR 1964-11-01 RB 3 1986-12-01 Bremen Vier | 1999-07-14 Energy Bremen | 1965-01-04 Nord 3 1980-09-01 buten un binnen | siehe Niedersachsen |
| DE-HH  | ger         | 1924-05-02 Norag 1945-05-04 Radio Hamburg 1945-09-22 NWDR 1946-10-01 Echo des Tages 1956-01-01 NDR/WDR1 1950-05-14 UKW-Nord 1956-01-01 NDR 2 1956-12-01 NDR 3 1981-01-02 NDR 90,3 1989-04-01 NDR Info 1994-04-04 N-Joy | 1986-12-31 Radio Hamburg | 1965-01-04 NDR Fernsehen 1957-12-01 Nordschau 1985-10-01 Hamburg Journal | 1988-05-02 RTL Nord (HH/SH) Sat.1 Regional (HH/SH) |
| DE-HE  | ger         | 1924-04-01 Süwrag 1945-06-01 Radio Frankfurt 1949-01-28 hr1 1950-10-15 hr2 1964-06-01 hr3 1986-10-06 hr4 1996-06-03 Der Tag 1998-01-06 You FM 2004-08-30 hr-iNFO | 1989-11-15 Hit Radio FFH | (1961-05-01 Frankfurt 2) 1964-10-05 hr-fernsehen 1961-01-02 hessenschau | 1988 RTL Hessen Sat.1 live |
| DE-MV  | ger         | siehe Hamburg 1990-07-01 NDR 1 Radio MV | 1993-05-31 Antenne MV 1995-06-01 Ostseewelle | 1990-08 Nordmagazin | |
| DE-NI  | ger         | siehe Hamburg 1981-01-01 NDR 1 Niedersachsen | 1986-12-31 radio ffn 1990-05-21 Antenne Niedersachsen | 1965-01-04 NDR Fernsehen 1985-10-01 Hallo Niedersachsen | 1989 RTL Nord (NI/BR) Sat.1 Regional (NI/BR) |
| DE-NW  | ger         | 1924-10-10 Wefag 1927-01-15 Werag 1945-09-22 NWDR 1946-10-01 Echo des Tages 1950-04-30 UKW-West → 1956-01-01 WDR 2 1963-01-01 WDR 3 1981-01-01 WDR 1 1984-01-01 WDR 4 1991-10-07 WDR 5 1998-08-30 Cosmo 2006-09-04 KiRaKa | (1966-08 KHF Uelzen: Krankenh.) 1990-04-01 Radio NRW | 1965-12-17 WDR Fernsehen 1957-12-01 Hier und Heute 1983-01-03 Aktuelle Stunde | 1988 RTL West Sat.1 NRW |
| DE-RP  | ger         | 1945-10-14 Radio Koblenz 1946-03-31 SWF1 1953-07-01 SWF2 1975-01-01 SWF3 1991-12-01 SWF4 → 1998-01-01 SWR | 1986-04-30 RPR1 | 1969-04-05 SWR Fernsehen 1966-01-03 Blick ins Land | Sat.1 live |
| DE-SL  | ger         | 1946-03-17 Radio Saarbrücken 1957-01-01 SR 1 1967-01-01 SR 2 1980-03-07 SR 3 1999-03-01 UnserDing 2005-12-12 Antenne Saar | 1989-12-31 Radio Salü | 1969-04-05 SR Fernsehen 1961-02-01 Aktueller Bericht | |
| DE-SN  | ger         | 1924-03-02 Mirag 1945-09-15 Mitteldeutscher Rundfunk 1952-09-01 Radio DDR 1990-05-01 Sachsenradio → 1992-01-01 Mitteldeutscher Rundfunk | 1992-07-01 Radio PSR | 1992-01-01 MDR Fernsehen 1988 Bei uns in Sachsen 1992 Sachsenspiegel | |
| DE-ST  | ger         | siehe Sachsen 1990 Radio Sachsen-Anhalt | 1992-09-08 Radio SAW 1992-12-01 Radio Brocken | 1992-01-01 MDR Fernsehen 1992-01 Sachsen-Anhalt heute | |
| DE-SH  | ger         | siehe Hamburg 1981-01-02 NDR 1 Welle Nord | 1986-07-01 R.SH | 1965-01-04 NDR Fernsehen 1985-10-01 Schl.-H. Magazin | siehe Hamburg |
| DE-TH  | ger         | siehe Sachsen 1990-07-01 Thüringen 1 | 1993-02-01 Antenne Thüringen 1995-03-21 Landeswelle Thüringen | 1992-01-01 MDR Fernsehen 1990-08 Thüringen Journal | |
| DE     | ger         | 1945-05-13 Berliner Rundfunk 1945-09-15 Mitteldeutscher Rundfunk 1949-05-01 Deutschlandsender 1952-09-01 Radio DDR 1958-02-02 Berliner Welle → 1971-11-15 Stimme der DDR 1959-05-30 Radio Berlin International 1986-03-07 DT64 | | 1952-12-21 DFF 1969-10-03 DDR F2 | |
| FJ     | eng hin     | 1935 ZJV Suva 1954-07-01 Radio Fiji One & Two & Gold FM 1998-07-01 Mirchi FM 1996-10-20 Bula FM 2002-12-31 2day FM | 1985 FM96 1989-09-15 Radio Navtarang 1996 Viti FM 2002 Legend FM 2004-03-31 R. Sargam | 2011-11-25 FBC TV | 1994-06-15 Fiji One 2008-06 Mai TV |
| FI     | fin swe     | 1926-09-09 Yle Radio 1 1963 (YleX) & Radio Vega (swe) 1975 Radio Suomi 1989-09-01 Nuntii Latini 1997-10-01 X3M (swe) 2006-08-21 Puhe | 1995-10-06 NRJ 1997-05 Radio Nova 2001-03-19 Suomipop | 1958-01-01 Yle TV1 1965-03-07 Yle TV2 2001-08-27 Yle Fem & Yle Teema | 1957/86/93 MTV3 1997-06-01 Nelonen |
| FR     | fre         | 1921-12-24 R. Tour Eiffel 1923-01-20 PTT 1931-04-30 Poste colonial →1939 RN→1945 RDF→1949 RTF 1944 National/F3/France Culture 1945 Parisien/F2/Inter Variété -1963 1947-01-01 F1/France Inter 1954 F4/France Musique →1964 ORTF→1975 RF 1971-01-05 FIP 1980-12-20 Radio Bleue/France Bleu 1987-06-01 France Info 1997-06-17 Mouv' | 1922-11-06 Radiola>Radio-Paris 1924-03-30 Poste Parisien 1924-09-15 Radio Agen 1924/33-03-15 R. Luxembourg 1939-08-07 R. Andorre -1981 1943-07-01 RMC 1955-04-01 Europe 1 1958-09-18 Sud Radio 1981-06-15 NRJ | 1944-10-01 RDF/RTF/ORTF1/TF1 1964-01-01 RTF2/ORTF 2/A2/F2 1972-12-31 ORTF3/FR3/F3 1989-05-30 La Sept/Arte 1994-12-13 La Cinquième/F5 1996-06-24 Festival/F4                                           | 1984-11-04 Canal+ (Pay) 1986-02-20 La Cinq -1992 1986-03-01 TV6/M6 1987 TF1 1981-02-16 LE 20H (2005 TNT)                                                                             |
| IN     | hin …       | 1923-06 Radio Club of Bombay 1930-04-01 ISBS/AIR | 1927 IBC -1930 1993/2000 Radio Mirchi | 1959-09-15 Doordarshan | 1992-10-02 Zee TV |
| IQ     | ara         | 1935-02-07 R. Bagdad | | 1956-05-02 Irak TV 2003-05 al-Iraqia | |
| IR     | per         | 1940-04-24 R. Teheran > R. Iran (1954 AFRTS -1976) 1957-04-25 Teheran 2 1961-06 Auslandsdienst > Ṣidā-i ǦIĪ 1967-10-26 FM → 1972-03-20 NIRT → 1979 IRIB 1984-02-11 Radio Qurān 1994 Radio Payām 1997 Radio Ǧawān | | 1958-10-25 TVI (1959 AFRTS) 1966-03-21/-10-26 NITV → 1972-03-20 NIRT → 1979 IRIB 1993-12-05 IRIB-3 1997 Ǧām-i Ǧam                                                                                     | |
| IE     | eng         | 1926-01-01 2RN 1932 Athlone 1960-06-01 RTÉ 1972-04-02 RnaG 1979-05-31 RTÉ 2fm 1984-11 FM3 | 1989-07-20 FM104 (ILR) | 1961-12-31 RTÉ One 1978-11-02 RTÉ2 1996-10-31 TG4 | 1998-09-20 TV3 |
| IS     | isl         | 1930-12-20 RÚV Rás 1 1983 Rás 2 | 1926 H.f. Útvarp -1928 1986-08-28 Bylgjan | 1966-09-30 Sjónvarpið | 1986-10-09 Stöð 2 |
| IL     | heb         | 1936-03-30 PBS 1948-05-14 Kol Israel 1950-03-11 Kol Zion > Gimel > He > REQA 1950-09-24 Galei Zahal; 1990/93 Galgalatz 1952 Bet, 1956 Dalet (arab.), 1976 Gimel, 1983 Musik, 1995 88FM 1998-10-17 Ṣaut Falisṭīn | 1932-04-07 R. Tel Aviv -1935 1995 R. Lelo Hafsaka | 1968-05-02 Ch. 1 1994-02 Ch. 33 | 1993-11-04 Ch. 2 |
| IT     | ita         | 1924-10-06 URI 1-RO 1938-03-21 EIAR 2 1950-10-01 Rai Radio 3 | 1975 RTL 102.5 1975-03-10 R101 1978 RDS 1982-02-26 Radio Italia | 1954-01-03 Rai 1 1961-11-04 Rai 2 1979-12-15 Rai 3 1999-04-26 Rai News24 Telegiornale | 1980-09-30 Canale 5 1982-01-03 Italia 1 1982-01-04 Rete 4 |
| JP     | jpn         | 1925-03-22/-07-12 JOAK Tōkyō 1925-06-01 JOBK Ōsaka 1925-07-15 JOCK Nagoya → 1926-08-20 NHK (1925-08-09 JQAK Dalian) (1927-02-16 JODK Gyeongseong) 1928 Sapporo, Kumamoto, Sendai, Hiroshima 1931-04-06 NHK Radio 2 1935-06-01 R. Tokyo > R. Japan (1945-09-23 AFRS) 1969-03-01 NHK-FM | 1951-09-01 CBC JOAR; NJB 1969-12-24 FM Aichi | 1953-02-01 NHK G 1959-01-10 NHK E 1989-06-01 BS 1/BS Premium 1990-03 JSTV News Watch 9 | 1953-08-28 NTV/1966 NNN(Y) 1955-04 KRT > TBS/1959 JNN(M) 1959-02-01 NET > Asahi/1970 ANN(A) 1959-03-01 Fuji/1966 FNN(S) 1964-04-12 TV Tokyo/1983 TXN(NK) 1991-04-01 WOWOW (PerfecTV) |
| YE     | ara         | 1946/55 Sana’a 1954-08 Aden | | 1965 Aden 1975 Sana’a | |
| JO     | ara         | 1936-03-30 PBS 1950-04-24 HBS → 1985 JRTV | | 1968-04-27 JTV → 1985 JRTV | |
| CA     | eng fre     | 1923-06-01 CNR Radio 1932-05-26 CRBC 1936-11-02 CBC/SRC 1960 CBC Radio 2 1974 ICI Musique | 1920-05-20 XWA Montreal | 1952-09-06 CBC/SRC 1954 The National 1970 Le Téléjournal | 1961-10-01 CTV 1963/1971-09-12 TVA |
| QA     | ara         | 1968-06-25 Qatar Radio → 1997-04-27 Qatar Broadcast | | 1970-08-15 Qatar Television → 1997-04-27 Qatar Broadcast | 1996-11-01 Al Jazeera |
| KR     | kor         | 1927-02-16 JODK > HLKA > KBS Radio 1 1933-04-26 JODK2 > HLSA > KBS Radio 2 1979 KBS Classic FM 1980 KBS Cool FM 1981-02-02 EBS | 1954-12-15 CBS HLKY 1959-04-15 MBC HLKV 1965-06-27 TBC HLCD -1980 1991-03-20 SBS HLSQ | 1961-12-31 KBS1 1980-12-01 KBS2 1981-02-02 EBS | 1965-12-07 TBC -1980 1969-08-08 MBC 1991-12-09 SBS |
| HR     | hrv         | 1926-05-15 Hrvatska radiotelevizija | 1997-05-17 HKR 1997-12-23 Narodni radio | 1956-05-15 HRT1 1968-10-01 Dnevnik HRT 1972-08-27 HRT2 2012-09-13 HRT3 | 2000-05-28 Nova TV 2004-04-30 RTL Televizija |
| CU     | spa         | 1929-12-15 R. Progreso 1947-07-01 R. Reloj 1948-04-25 CMBF Radio Musical Nacional 1958-02-24 R. Rebelde 1961-05-01 Radio Habana Cuba → 1962 ICRT/Radio Cubana 1962-11-07 Enciclopedia 1985-11-03 R. Taíno | 1922-10-10 PWX 1939-10 RHC-Cadena Azul ; CMQ | 1950/1959 Cubavisión → 1962 ICRT/Televisión Cubana 1968-07-22 Tele Rebelde 1986-07-26 Cubavisión Int. 2002-05-09 Canal Educativo                                                                      | |
| KW     | ara         | 1951-05-12 R. Kuwait | 2005-04-06 Marina FM | 1961-11-05 KTV (1979 Šāriʿ as-Simsim) | |
| LB     | ara         | 1938 Radio-Levant | 1958 Voix du Liban | 1959-05-28 CLT 1962-05-06 Télé Orient → 1977-07-07 Télé Liban | 1985-08-23 LBC |
| LY     | ara         | 1938-11-12 EIAR 1957-07-28 R. Libya | | (1956 AFRTS Wheelus) 1968-12-24 LJB TV | |
| LU     | fre         | | 1933-03-15 R. Luxembourg | | 1955-01-23 Télé Luxembourg → 1995-01-23 RTL9 |
| MA     | ara         | 1928-04-13 Radio-Maroc Rabat 1949 B > A > al-Iḏāʿat al-waṭanīya 1949 A > B > Chaîne Inter 1955? C > al-Iḏāʿat al-amāzīġīya 2004-10-16 Iḏāʿa Muḥammad as-sādis → 2005 SNRT | 1980-09 Medi 1 | 1954 TELMA 1962-03-03 RTM → 2005 SNRT 2006-09-16 ar-Ryāḍīya (3) 2006-02-28 aṯ-Ṯaqāfīya (4) 2004-11-18 al-Maġribīya (5) 2005-11-03 as-Sādissa (6) 2008-05-31 Aflām TV (7) 2010-01-06 Tamāzīġt (8)      | 1989-03-04 2M 2006-12-01 Medi 1 TV |
| MX     | spa         | 1924-11-30 Radio Educación 1937-07-25 La Hora Nacional 1979 SRCI 1983 IMER | 1930-09-18 XEW u. a. | 1959-03-02 Canal Once 1982-04-15 XEIMT 22 (Imevisión) | 1951-03-21 Las Estrellas (XEW) 1952-05-10 Canal 5 (XHGC) 1968-09-01 Gala TV (XEQ) 1968-10-12 Azteca Trece (XHDF) 1985-05-15 Azteca 7 (XHIMT)                                         |
| MC     | fre         | | 1943-07-01 RMC | | 1954-11-19 TMC |
| MN     | mon         | 1931-05-01/34-09-01 MNB (1938 XGCA Zhangjiakou) 1964-10 Voice of Mongolia 1994-12-15 Höh Tenger/Altan San 2008-05-01 R3 | 2001 Ger Bulijn Radio | 1967-09-27 MNB 2011 MN2 | 1992 UBS 1996 TV25 2003 TV5; TV9 |
| NA     | eng afr ger | 1979-05 SWABC > 1990 NBC 1979-10-01 Deutsches Hörfunkprogramm | 1993-12-03 Kanaal 7 2012-08-01 Hitradio Namibia | 1981-10 SWABC > 1990 NBC | 2005 One Africa |
| NZ     | eng         | 1922-10-04 R. Dunedin 1925 RBC→31 NZBB→36 NBS→62 NZBC→75 RNZ 1925 RNZ National 1975 RNZ Concert | 1992-12-01 The Edge 1996 The Radio Network | 1960-06-01 TV One 1975-06-30 TV2 2004-03-28 Māori Television | 1989-11-26 TV3 1997-06-29 Bravo 1998-08-30 Prime |
| NL     | dut         | 1923-07 HDO→AVRO/VARA/VPRO 1927-03-11 PCJJ/PHOHI/RNW 1927-10 Huizen NCRV/KRO 1946-01-19 Regionale Omroep Noord → 1947 NRU → 1969 NOS 1975-10-11 Hilversum 3 1976-01-05 Met het Oog op Morgen 1975-12-28 Hilversum 4 1983-10-02 Hilversum 5 → 2007 NPO | 1988-04-04 Radio 10 | 1951-10-02 NTS 1956-01-05 NOS Journaal 1964-10-01 Nederland 2 → 1969 NOS 1988-04-04 Nederland 3 1996-07-01 BVN                                                                                        | 1989-10-02 RTL 4 1993-10-02 RTL 5 |
| NG     | mul         | 1951 Nigerian Broadcasting Service (NBS) → 1957 Nigerian Broadcasting Corporation (NBC) 1961-01-01 Voice of Nigeria → 1978 Federal Radio Corporation of Nigeria (FRCN) | | 1959-10-31 WNTV 1960 ENBS, 1962 BCNN, 1962 NBC, 1973 MWTV, 1974 BPTV → 1977 Nigerian Television Authority                                                                                             | 1994-05 Galaxy TV |
| NO     | nor         | 1925 Kringkastingsselskapet > 1933 NRK 1984-09-01 NRK P2 1993-10-02 NRK P3 | 1993-09-15 P4 Radio Hele Norge 2004-01-01 Radio Norge | 1954-01-12 NRK1 1958 Dagsrevyen 1996-09-01 NRK2 2007-09-03 NRK3 | 1988-12-05 TVNorge 1987-12-31 TV 3 1992-09-05 TV 2 |
| AT     | ger         | 1924-10-01 RAVAG 1945-06-06 Rot-Weiß-Rot → 1955-08-01 ORF 1967-10-01 Ö3 1979-08-28 BDR 1995-01-16 FM4 | 1990-03-31 RCDI 1995-09-22 Antenne Steiermark 1998-04-01 Regionalradios | 1955-08-01 ORF 1955-12-05 Zeit im Bild 1961-09-11 ORF 2 | 2000-01 ATV 2004-06-21 Puls 4 2009-10-01 ServusTV |
| OM     | ara         | 1970-07-30 R. Sultanate of Oman | | 1974-11-17 Oman TV | |
| PK     | urd         | 1928/1937-12-16 Lahore 1942-07-16 Peshawar 1947-08-14 PBC/Radio Pakistan 1973-04-21 World Service 1998-10-01 FM-101 2008-08-18 NBS > NCAC; 2009 FM-93 2014-08-11 Varsa FM-94 2014-12-29 Sautul-Quran | 1995-03-23 FM 100 | 1964-11-26 Pakistan Television 1992 PTV2 > World > News | 1990 NTM -1999 2005-05-01 ATV |
| PL     | pol         | 1925-02-01/1926-04-18 PR1 1936 PRdZ 1949-10-03 PR2 1958-03-01 PR3 1976-01-02 PR4 | 1990-01-15 RMF FM 1990-09-28 Radio Zet | 1952-10-25 TVP1 1970-10-02 TVP2 1992-10-24 TVP Polonia 1994-09-05 TVP3 | 1992-12-05 Polsat 1997-10-03 TVN |
| RU     | rus         | 1922-11-07 RA1 Komintern/24-11-23 Radioperedatscha 1924-10-12/-11-16 RA2 Popow/MGSPS 1929-10-29 meschdunarodnoje radio 1933 Wsjesojusnoje radio; 1934 LGRS 1945-02-15 2 > 64-08-10 Majak 1947-10-04 3 > 62-10-16 Junostʹ 1960-08-01 4 > Orfei 1963-04-15 5 | 1990-08-22 Echo Moskwy | 1939-03-10 MTZ 1951-03-22 ZT > Perwy kanal 1956-02-14 Mosk. > 3 > TWZ 1965-03-29 Obras. 3 > 4 > NTW 1967-11-04 4 > 2 > RTR 1968-01-01 Wremja                                                          | |
| SA     | ara         | 1949-05-20 Jeddah 1965 Riyadh | | (1955-06-17 AJL-TV/AFRTS) (1957-09 ARAMCO) 1965-07-17 Al Saudiya 1983-10-01 Saudi 2 | |
| SE     | swe         | 1925-01-01 Radiotjänst > Sveriges Radio 1937-10-01 Dagens Eko 1955 P2; 1964 P4; 1987 P4 | | 1956-09-04 SVT 1 1958-09-02 Aktuellt 1969-12-05 SVT 2 1988 SVT World | 1987-12-31 TV3 1990-09-15 TV4 1989-03-27 Kanal 5 |
| CH     | ger         | 1924-08-23 Zürich 1925-11-19 Bern 1926-06-19 Basel → 1931-06-11 Beromünster (12:30 Rendez-vous); SRG 1956-12-16 DRS 2 1983-11-01 DRS 3 1984 RR auf UKW 1996-10-01 DRS Musikwelle 1998 Swiss Satellite Radio 1999-11-20 DRS Virus 2007-11-05 DRS 4 → 2011/12 SRF | 1983-11-01 Radio 24 u. a. | 1953-07-20 SF DRS 1953-08-29 Tagesschau 1997-09-01 SF 2 1999-05-03 SF info → 2011/12 SRF | 1994-10-03 TeleZüri 2006-08-31 3 Plus TV |
| CH     | fre         | 1923-02-26 Lausanne 1925-03-10 Genève → 1931-04-23 Sottens 1956-09-30 Espace 2 1982-02-24 Couleur 3 1994-05-02 Option Musique → 2010-01-01 RTS | 1984-02-18 RFJ | 1954-11-01 TSR 1 1954 Le Journal 1997-11-01 TSR 2 → 2010-01-01 RTS | |
| CH     | ita         | 1933-10-28 Monte Ceneri 1985 RSI Rete Due 1988-01-01 RSI Rete Tre | 1987-03-21 Radio 3i | 1961 RTSI 1958-06-18 Telegiornale 1997-11-01 TSI 2 | |
| ES     | spa         | 1924 EAJ2 Madrid, EAJ1 Barcelona 1937-01-19 Radio Nacional 1942-03-15 REE 1965-11-22 Radio Clásica 1979-07-01 Radio 3 1976-12-13 Ràdio 4 1989-01-01 Radio 5 | 1990-11-26 Onda Cero | 1956-10-28 La 1 1966-11-15 La 2 1997-09-15 Canal 24 Horas | 1990-01-25 Antena 3 1990-03-03 Telecinco 2005-11-07 Cuatro 2006-03-27 laSexta |
| SD     | ara         | 1940-04-01 R. Omdurman | | 1962-12-23 Sudan TV | |
| ZA     | eng afr     | 1923-12-29 Johannesburg 1924-09-15 Kapstadt 1924-12-10 Durban 1927-04-01 ABC → 1936-08 SABC 1936 A > SAfm 1937 B > RSG 1960-06-01 R. Bantu/Ukhozi FM 1966-05-01 Radio RSA/Channel Africa 1975-10-13 5FM 1983 Lotus FM 1986-07 Radio 2000 1986-10 Metro FM | 1950-05-01 Springbok Radio | 1976-01-05 TV1/SABC 2 1982-01-01 TV2 & TV 3/SABC 1 1992 NNTV/SABC 3 | 1986-10 M-Net (Pay) 1998-10-02 e.tv |
| SY     | ara         | 1942/47-02-03 R. Damaskus 1978-09 Ṣaut aš-Šaʿb | | 1960-07-23 Syria TV | |
| TR     | tur         | 1927 R. Ankara → 1964 TRT 1975 TRT-fm & Radyo-3 1987 Radyo-4 | 1992-08-28 Süper FM | 1968-01-31 TRT 1986-10-06 TRT-Haber 1989-10-02 TRT 3 | 1990-05-05 Star TV |
| TH     | tha         | 1928 4PJ 1938-10-20 Radio Thailand | | 1955-06-24 Modernine TV 1958-01-25 Thai TV5 1988-07-11 NBT TV 1998 Thai Global Network 2008-01-15 Thai PBS                                                                                            | 1967-11-27 BBTV Ch. 7 1970-03-26 Thai TV 3 |
| CZ     | cze         | 1923-05-18 ČRo 1 Radiožurnál 1936-08-31 ČRo 7 Radio Praha 1938 ČRo 2 Praha/Dvojka 1964 ČRo 3 Vlatava | 1990-03-02 Evropa 2 | 1953-05-01 ČT1 1970 ČT2 2005-05-02 ČT24 | 1994-02-04 TV Nova |
| TN     | ara         | 1924 Tunis Kasbah, 1935/37 → 1938-10-15 al-Waṭanīya/RTCI 1961-12-08 Ṣfāqs (und 4 weitere) → 1990 ERTT 1995-11-07 aš-Šabāb 2006-05-29 aṯ-Ṯaqāfīya → 2007 ERT | 2003-11-07 Mosaïque FM 2005-07-25 Jawhara FM | 1966-05-31 Tunisia 1 1983-06-12 RTT 2/1994 Tunisia 2 → 1990 ERTT → 2007 ETT | 2005-02-13 Hannibal TV |
| AE     | ara         | 1965 Voice of the Coast (Sharjah) 1972 Dubai 1969-02-25 Abu Dhabi | | 1969-08-06 Abu Dhabi 1972 Dubai 1989-02-11 Sharjah | 1991-09-18 MBC |
| US     | eng         | 1942-02-01 VoA 1950-07-04 RFE/RL → 1985 R. Martí; 1996 RFA → 2002 R. Farda; 2003 R. Sawa 1971-04 NPR < NERN | 1920-11-02 8ZZ Pittsburgh 1926-11-15 NBC "Red" 1927-09-18 CBS (1938-03-13 World News Roundup) 1934-09-29 Mutual 1943-10-12 ABC < NBC "Blue"                                                                   | 1970-10-05 PBS < NET | 1928-01-13 W2XB Schenectady 1939-04-30 NBC 1941-06-24 CBS 1948-04-19 ABC 1980-06-01 CNN 1986-10-09 Fox                                                                               |
| UK     | eng         | 1922-11-14 2LO 1925-07-27 5XX Daventry → 1927-01-01 Corporation 1930-03-09 National & Regional Programme 1931 Six O'Clock News 1932-12-19 Empire Service 1939-09-01 Home Service > Radio 4 1940-01-07 Forces Programme 1945-07-29 Light Programme > Radio 2 1967-09-30 Radio 1 & 3 1967-11-08 local radio 1977-01-03 R. Cymru; 1978-11-13 R. Wales 1978-11-23 R. Scotland; 1979-10-05 RnG 1988-10-30 Asian Network 1990-08-27 Radio 5 | 1973-10-08 LBC (ILR) 1992-09-07 Classic FM (INR) | 1936-11-02 BBC Television 1964-04-20 BBC 2 | 1955-09-22 ITV 1982-11-02 Channel 4 1997-03-30 Channel 5 |